# Unione Sportiva Livorno 1971-1972
Questa voce raccoglie le informazioni riguardanti l'Unione Sportiva Livorno nelle competizioni ufficiali della stagione 1971-1972.

## Stagione
Nella stagione 1971-1972, la seconda con presidente Renzo Del Ventisette, il Livorno chiude il torneo cadetto al terz'ultimo posto, con alle spalle solo Sorrento e Modena. Dopo otto stagioni di Serie B, scende per la terza volta nella sua storia in Serie C. Vi resterà a lungo, per trenta travagliati anni. In campionato diciannove partite perse, a fronte di sole sette vittorie, l'alternanza di tre allenatori, Rosati, Balleri e Bonsanti, ventuno reti realizzate e quarantadue subite, sono numeri che segnano negativamente questa amara stagione.

## Rosa
| N. |                   | Ruolo | Calciatore        |
| -- | ----------------- | ----- | ----------------- |
|    | Italia (bandiera) | P     | Alberto Bertucco  |
|    | Italia (bandiera) | P     | Roberto Gori      |
|    | Italia (bandiera) | P     | Ugo Tani          |
|    | Italia (bandiera) | D     | Bruno Baiardo     |
|    | Italia (bandiera) | D     | Novilio Bruschini |
|    | Italia (bandiera) | D     | Vittorio Calvani  |
|    | Italia (bandiera) | D     | Eros Chesi        |
|    | Italia (bandiera) | D     | Piero Maggini     |
|    | Italia (bandiera) | D     | Guido Onor        |
|    | Italia (bandiera) | C     | Roberto Badiani   |
|    | Italia (bandiera) | C     | Franco De Cecco   |
|    | Italia (bandiera) | C     | Aurelio Filippi   |
|    | Italia (bandiera) | C     | Mario Pandolfi    |

| N. |                   | Ruolo | Calciatore         |
| -- | ----------------- | ----- | ------------------ |
|    | Italia (bandiera) | C     | Flavio Parola      |
|    | Italia (bandiera) | C     | Leopoldo Pardini   |
|    | Italia (bandiera) | C     | Lorenzo Righi      |
|    | Italia (bandiera) | C     | Claudio Tosi       |
|    | Italia (bandiera) | C     | Mauro Vaiani       |
|    | Italia (bandiera) | C     | Luciano Zanardello |
|    | Italia (bandiera) | C     | Zino Zani          |
|    | Italia (bandiera) | A     | Marco Achilli      |
|    | Italia (bandiera) | A     | Giorgio Blasig     |
|    | Italia (bandiera) | A     | Roberto Cascavilla |
|    | Italia (bandiera) | A     | Ulisse Gualtieri   |
|    | Italia (bandiera) | A     | Silvio Monti       |
|    | Italia (bandiera) | A     | Angelo Raffaelli   |

## Risultati

### Serie B

#### Girone di andata
| Livorno 26 settembre 1971 1ª giornata | Livorno             | 0 – 0 | Como | Stadio Ardenza\| Arbitro: \| Vannucchi (Bologna) \| |
| Arbitro:                              | Vannucchi (Bologna) |       |      |                                                     |

| Arbitro: | Marino (Taranto) |

|                     |           |                           |
| Pepe 12’ Perego 32’ | Marcatori | 44’ Achilli 62’ Raffaelli |

| Arbitro: | Moretto (San Donà di Piave) |

|                           |           |  |
| Scarpa 68’ Costantino 89’ | Marcatori |  |

| Arbitro: | Trono (Torino) |

|                    |           |  |
| Achilli 27’ (rig.) | Marcatori |  |

| Livorno 24 ottobre 1971 5ª giornata | Livorno         | 0 – 0 | Reggiana | Stadio Ardenza\| Arbitro: \| Porcelli (Lodi) \| |
| Arbitro:                            | Porcelli (Lodi) |       |          |                                                 |

| Arbitro: | Campanini (Finale Emilia) |

|                                            |           |  |
| Vivian 34’ (rig.) Carrera 40’ Picat Re 86’ | Marcatori |  |

| Livorno 7 novembre 1971 7ª giornata | Livorno             | 0 – 0 | Ternana | Stadio Ardenza\| Arbitro: \| Panzino (Catanzaro) \| |
| Arbitro:                            | Panzino (Catanzaro) |       |         |                                                     |

| Arbitro: | Carminati (Milano) |

|                        |           |  |
| Cattaneo 27’ Canzi 46’ | Marcatori |  |

| Livorno 21 novembre 1971 9ª giornata | Livorno           | 0 – 0 | Palermo | Stadio Ardenza\| Arbitro: \| Toselli (Cormons) \| |
| Arbitro:                             | Toselli (Cormons) |       |         |                                                   |

| Arbitro: | Lattanzi (Roma) |

|             |           |               |
| Tedoldi 12’ | Marcatori | 20’ Bruschini |

| Arbitro: | Torelli (Milano) |

|  |           |           |
|  | Marcatori | 58’ Massa |

| Arbitro: | Turiano (Reggio Calabria) |

|                     |           |  |
| Innocenti 19’ Urban | Marcatori |  |

| Arbitro: | Porcelli (Lodi) |

|  |           |           |
|  | Marcatori | 57’ Righi |

| Arbitro: | Lazzaroni (Milano) |

|              |           |                 |
| De Cecco 37’ | Marcatori | 68’ (rig.) Lodi |

| Arbitro: | Frasso (Capua) |

|                        |           |            |
| Pienti 24’ Diomedi 55’ | Marcatori | 59’ Vaiani |

| Arbitro: | Bernardis (Roma) |

|  |           |              |
|  | Marcatori | 71’ Saltutti |

| Livorno 16 gennaio 1972 17ª giornata | Livorno         | 0 – 0 | Genoa | Stadio Ardenza\| Arbitro: \| Porcelli (Lodi) \| |
| Arbitro:                             | Porcelli (Lodi) |       |       |                                                 |

| Arbitro: | Pieroni (Roma) |

|                       |           |          |
| Fazzi 49’ Merighi 71’ | Marcatori | 33’ Zani |

| Arbitro: | Carminati (Milano) |

|                     |           |  |
| Cattaneo 44’ (aut.) | Marcatori |  |

#### Girone di ritorno
| Arbitro: | Gialluisi (Barletta) |

|           |           |  |
| Magni 28’ | Marcatori |  |

| Arbitro: | Trono (Torino) |

|             |           |  |
| Achilli 41’ | Marcatori |  |

| Arbitro: | Campanini (Finale Ligure) |

|  |           |           |
|  | Marcatori | 54’ Bozza |

| Arbitro: | Angonese (Mestre) |

|             |           |  |
| Camozzi 20’ | Marcatori |  |

| Arbitro: | Gussoni (Tradate) |

|                           |           |  |
| Spagnolo 59’ Tentorio 85’ | Marcatori |  |

| Arbitro: | Levrero (Genova) |

|             |           |                                           |
| Achilli 67’ | Marcatori | 44’ Unere 61’ (rig.) Vivian 88’ Grossetti |

| Arbitro: | Panzino (Catanzaro) |

|                                    |           |                    |
| Russo 22’ Marinai 43’ Cardillo 46’ | Marcatori | 90’ (rig.) Achilli |

| Arbitro: | Moretto (San Donà di Piave) |

|  |           |           |
|  | Marcatori | 68’ Canzi |

| Arbitro: | Monti (Ancona) |

|                |           |  |
| Bercellino 42’ | Marcatori |  |

| Livorno 16 aprile 1972 29ª giornata | Livorno            | 0 – 0 | Brescia | Stadio Ardenza\| Arbitro: \| Stagnoli (Bologna) \| |
| Arbitro:                            | Stagnoli (Bologna) |       |         |                                                    |

| Arbitro: | Porcelli (Lodi) |

|                                          |           |            |
| Facco 10’ Massa 29’ Chinaglia 31’ (rig.) | Marcatori | 62’ Blasig |

| Arbitro: | Motta (Monza) |

|               |           |           |
| Raffaelli 42’ | Marcatori | 34’ Urban |

| Arbitro: | Lupi (Genova) |

|            |           |  |
| Blasig 75’ | Marcatori |  |

| Arbitro: | Calì (Roma) |

|  |           |            |
|  | Marcatori | 13’ Blasig |

| Arbitro: | Mascali (Desenzano del Garda) |

|                 |           |                  |
| Blasig 36’, 60’ | Marcatori | 78’ (rig.) Marmo |

| Arbitro: | Michelotti (Parma) |

|                                        |           |          |
| Pavone 17’ (rig.) Valente 54’ Mola 89’ | Marcatori | 70’ Zani |

| Arbitro: | Trono (Torino) |

|                       |           |               |
| Corradi 3’ Manera 47’ | Marcatori | 10’ Gualtieri |

| Livorno 11 giugno 1972 37ª giornata | Livorno              | 0 – 0 | Reggina | Stadio Ardenza\| Arbitro: \| Barbaresco (Cormons) \| |
| Arbitro:                            | Barbaresco (Cormons) |       |         |                                                      |

| Taranto 18 giugno 1972 38ª giornata | Taranto               | 0 – 0 | Livorno | Stadio Salinella\| Arbitro: \| Governa (Alessandria) \| |
| Arbitro:                            | Governa (Alessandria) |       |         |                                                         |

### Coppa Italia

#### Primo turno
| Arbitro: | Mascali (Desenzano del Garda) |

|  |           |                                                |
|  | Marcatori | 17’ Clerici 36’ (rig.) De Sisti 80’ Mazzola II |

| Arezzo 5 settembre 1971 2ª giornata | Arezzo                      | 0 – 0 | Livorno | Stadio Comunale\| Arbitro: \| Moretto (San Donà di Piave) \| |
| Arbitro:                            | Moretto (San Donà di Piave) |       |         |                                                              |

| Arbitro: | Lazzaroni (Milano) |

|                                 |           |  |
| Riva 24’, 56’ (rig.) Vitali 65’ | Marcatori |  |

| Arbitro: | Campanini (Finale Emilia) |

|                 |           |            |
| Badiani 5’, 63’ | Marcatori | 31’ Maioli |

## Statistiche

### Statistiche di squadra
| Competizione | Punti | In casa | In casa | In casa | In casa | In casa | In casa | In trasferta | In trasferta | In trasferta | In trasferta | In trasferta | In trasferta | Totale | Totale | Totale | Totale | Totale | Totale | DR  |
| Competizione | Punti | G       | V       | N       | P       | Gf      | Gs      | G            | V            | N            | P            | Gf           | Gs           | G      | V      | N      | P      | Gf     | Gs     | DR  |
| ------------ | ----- | ------- | ------- | ------- | ------- | ------- | ------- | ------------ | ------------ | ------------ | ------------ | ------------ | ------------ | ------ | ------ | ------ | ------ | ------ | ------ | --- |
| Serie B      | 26    | 19      | 5       | 9       | 5       | 9       | 10      | 19           | 2            | 3            | 14           | 12           | 32           | 38     | 7      | 12     | 19     | 21     | 42     | -21 |
| Coppa Italia | 3     | 2       | 1       | 0       | 1       | 2       | 4       | 2            | 0            | 1            | 1            | 0            | 3            | 4      | 1      | 1      | 2      | 2      | 7      | -5  |
| Totale       |       | 21      | 6       | 9       | 6       | 11      | 14      | 21           | 2            | 4            | 15           | 12           | 35           | 42     | 8      | 13     | 21     | 23     | 49     | -26 |

### Statistiche dei giocatori
| Giocatore     | Serie B  | Serie B | Coppa Italia | Coppa Italia | Totale   | Totale |
| Giocatore     | Presenze | Reti    | Presenze     | Reti         | Presenze | Reti   |
| ------------- | -------- | ------- | ------------ | ------------ | -------- | ------ |
| M. Achilli    | 25       | 5       | 2            | 0            | 27       | 5      |
| R. Badiani    | 2        | 0       | 4            | 2            | 6        | 2      |
| B. Baiardo    | 30       | 0       | 3            | 0            | 33       | 0      |
| A. Bertucco   | 3        | -5      | 1            | 0            | 4        | -5     |
| G. Blasig     | 25       | 5       | -            | -            | 25       | 5      |
| N. Bruschini  | 35       | 1       | 4            | 0            | 39       | 1      |
| V. Calvani    | 24       | 0       | 4            | 0            | 28       | 0      |
| R. Cascavilla | 5        | 0       | -            | -            | 5        | 0      |
| E. Chesi      | 18       | 0       | 2            | 0            | 20       | 0      |
| F. De Cecco   | 18       | 1       | -            | -            | 18       | 1      |
| A. Filippi    | 1        | 0       | 1            | 0            | 2        | 0      |
| R. Gori       | 32       | -31     | 3            | -7           | 35       | -38    |
| U. Gualtieri  | 14       | 1       | -            | -            | 14       | 1      |
| P. Maggini    | 29       | 0       | 3            | 0            | 32       | 0      |
| S. Monti      | 3        | 0       | -            | -            | 3        | 0      |
| G. Onor       | 36       | 0       | 4            | 0            | 40       | 0      |
| M. Pandolfi   | 2        | 0       | 3            | 0            | 5        | 0      |
| F. Parola     | 15       | 0       | 4            | 0            | 19       | 0      |
| L. Pardini    | 16       | 0       | 1            | 0            | 17       | 0      |
| A. Raffaelli  | 32       | 2       | 4            | 0            | 36       | 2      |
| L. Righi      | 26       | 0       | 4            | 0            | 30       | 0      |
| U. Tani       | 4        | -6      | 1            | 0            | 5        | -6     |
| C. Tosi       | 8        | 0       | -            | -            | 8        | 0      |
| M. Vaiani     | 20       | 1       | -            | -            | 20       | 1      |
| L. Zanardello | 2        | 0       | 3            | 0            | 5        | 0      |
| Z. Zani       | 27       | 2       | 1            | 0            | 28       | 2      |